# Bessey-la-Cour
 Bessey-la-Cour  là một xã ở tỉnh Côte-d’Or trong vùng Bourgogne-Franche-Comté, phía đông nước Pháp. Khu vực này có độ cao trung bình 430 mét trên mực nước biển.